# Materie (Physik)
Unter Materie (von lateinisch materia, Stoff) versteht man in der klassischen Physik und der Chemie alles, was Platz braucht und Masse hat, also etwa chemische Stoffe beziehungsweise Materialien sowie deren Bausteine. Demgegenüber stehen die Begriffe Vakuum und Kraftfeld, die unabhängig von der Anwesenheit von Materie einen Zustand des Raums beschreiben, der nicht mit einer Masse verbunden ist.
In der modernen Physik wird der Begriff Materie heute gegenüber den Begriffen Vakuum und Feld nicht mehr einheitlich abgegrenzt. In den Lehrbüchern der Physik wird der Materiebegriff überwiegend ohne eine genauere Definition vorausgesetzt. In seiner engsten Bedeutung meint man mit dem Begriff Materie alle Elementarteilchen mit Spin {\displaystyle {\tfrac {1}{2}}}, also Quarks und Leptonen, sowie alles daraus aufgebaute, wie Atome, Moleküle, feste, flüssige und gasförmige Stoffe, bis hin zu Sternen und Galaxien.

## Die Entwicklung des physikalischen Materiebegriffs

### Herausbildung
Ein konkreter physikalischer Begriff der Materie festigte sich innerhalb des äußerst vielschichtigen philosophischen Begriffs von Materie, als gegen 1600 die experimentellen Naturwissenschaften entstanden. In seiner allgemeinsten, ontologischen Bedeutung bezeichnete der philosophische Begriff als Materie alles, was im weitesten Sinn geformt werden kann und im Extremfall überhaupt erst einer Formung bedarf, damit etwas Bestimmtes, das wir erkennen können, entstehen kann. In der engeren Bedeutung bezeichnete er die stoffliche Materie, aus der die Körper bestehen. Auf diese Materie konzentrierte sich die mit Galilei beginnende Entwicklung der Physik. Zu den primären Eigenschaften der stofflichen Materie, also den allgemeinsten Eigenschaften der materiellen Körper, wurden Ausdehnung, Teilbarkeit, Fähigkeit zur Ruhe oder Bewegung und Widerstand gegenüber Bewegung gezählt. Für die Gesamtmenge der Materie wurde auch bereits ein Erhaltungssatz angenommen, was unter anderem die Frage aufwarf, wodurch die Menge zu bestimmen sei. Das Gewicht eines Körpers schied als Maß für die in ihm enthaltene Materiemenge zunächst aus, denn nach der zu Galileis Zeiten noch stark von Aristoteles beeinflussten Lehre galt Schwere gar nicht als Eigenschaft aller materiellen Körper.
Johannes Kepler näherte sich dem gesuchten Maß über die Trägheit der Körper gegenüber Bewegungen, während René Descartes die rein geometrische Eigenschaft der Raumerfüllung für das eigentliche Maß hielt. Isaac Newton war Atomist und sah folglich materielle Körper zusammengesetzt aus unteilbaren Teilchen sowie dazwischen liegendem leerem Raum. Die Menge der Teilchen (lateinisch quantitas materiae) bestimmte er mathematisch durch das Produkt aus Volumen und Dichte des Körpers, wobei die Dichte offensichtlich als Teilchenmenge pro Volumeneinheit verstanden wurde. In seiner Mechanik gab er der Materiemenge unter dem Namen „Körper“ oder „Masse“ eine zentrale Rolle: die Masse eines materiellen Objekts zieht sowohl seine Trägheit als auch sein Gewicht nach sich. Erst hierdurch wurde aus der Masse bzw. der Menge an Materie eine naturwissenschaftlich definierte Größe. Für die Erklärung der mechanischen Vorgänge auf der Erde wie auch der Bewegungen der Himmelskörper hatte die so begründete Newtonsche Mechanik einen überragenden Erfolg, der auch wesentlich zur Ausbreitung des naturwissenschaftlichen Weltbilds beigetragen hat.
Im Einklang mit dem alltäglichen Umgang mit materiellen Körpern, und mit den Möglichkeiten damaliger Experimentierkunst, hielt man deren Masse und Raumbedarf für weitgehend unveränderlich, jedenfalls im Hinblick auf mechanische Vorgänge mit einem gegebenen Stück fester Materie. Erst als von Robert Boyle, Edme Mariotte, Blaise Pascal und anderen entdeckt wurde, dass auch Luft wohlbestimmte mechanische Eigenschaften hat, darunter sogar auch Gewicht, wurden die Gase zu physikalischen Körpern, die allerdings im Unterschied zu festen und flüssigen Körpern nicht mehr das Kriterium eines bestimmten Raumbedarfs erfüllten, da sie bestrebt sind, jeden zur Verfügung gestellten Raum einzunehmen.
Damit rückten im 17. Jahrhundert auch „chemische“ Vorgänge wie Verdampfen, Kondensieren und Sublimieren in den Bereich der Physik. Boyle konnte diese Umwandlungen mit der Annahme einer atomistischen Struktur der Materie (nach Pierre Gassendi, Lukrez, Demokrit) in dem noch heute gültigen Bild als rein mechanische Vorgänge deuten: Atome, die wieder wie feste Körper als undurchdringlich angenommen wurden, können sich verschieden anordnen und haben in Gasen einen großen Abstand voneinander. Boyle bereitete auch die Begriffe des chemischen Elements und des Moleküls und damit die Überwindung der Alchemie vor. Er vermutete, dass jeder homogene Stoff aus kleinen gleichen Teilchen – nach heutiger Bezeichnung eben den Molekülen –, bestünde, und dass die Moleküle ihrerseits aus Atomen aufgebaut seien. Dabei seien die Moleküle verschiedener Stoffe verschieden, die Anordnung der Atome in den Molekülen aber je nach Stoff genau festgelegt. Dann würden wenige verschiedene Arten von Atomen ausreichen, die große Vielfalt verschiedener Stoffe zu erklären, nämlich durch die Vielfalt der möglichen Kombinationen und räumlichen Anordnungen der Atome in den Molekülen. Nachdem gegen Ende des 18. Jahrhunderts Antoine de Lavoisier die Erhaltung der Masse bei chemischen Stoffumwandlungen – vor allem auch bei Reaktionen mit Entstehung oder Verbrauch von Gasen – nachgewiesen hatte, machte John Dalton ab 1803 die Annahme unveränderlicher und unvergänglicher Atome endgültig zur Grundlage einer neuen Chemie. Diese konnte mit außerordentlichem Erfolg die Vielzahl der Stoffe und ihr Verhalten detailliert erklären und daher im Laufe des 19. Jahrhunderts die Alchemie aus der Wissenschaft verdrängen.

### Klassischer und alltäglicher Materiebegriff
Der Begriff der Materie in der klassischen Physik stimmt weitgehend mit dem umgangssprachlichen Sinn von Materie oder materiell überein, sofern damit der Unterschied von körperlichen und nichtkörperlichen Dingen benannt werden soll. Ein Stück Materie hat dabei zwei allgemeine und grundlegende Eigenschaften: In jedem Moment besitzt es eine bestimmte Masse und eine bestimmte Form, mit der es ein gewisses Volumen ausfüllt. Um Materiemengen anzugeben, werden die Größen Masse (umgangssprachlich meist ausgedrückt als „Gewicht“) und Volumen verwendet.
Materie bildet damit in der klassischen Physik den Gegensatz zum leeren Raum oder absoluten Vakuum und zu den eventuell darin existierenden masselosen Kraftfeldern. Zur näheren Charakterisierung makroskopischer Materie gibt es zahlreiche spezielle physikalische und chemische Parameter und Materialeigenschaften. Solche Materie kann unseren Sinnen als vollkommen homogenes Kontinuum erscheinen, und sie wird in Teilen der Physik auch heute so behandelt. Dennoch ist Materie stets aus diskreten Materieteilchen aufgebaut, die die mikroskopische Struktur der Materie bilden. Für eine direkte Wahrnehmung mit unseren Sinnen oder auch mit dem Lichtmikroskop sind diese Teilchen um viele Größenordnungen zu klein und blieben daher auch lange hypothetisch. Die Angabe der Teilchenzahl ist die genaueste Möglichkeit, eine Menge an Materie zu bestimmen. Bei makroskopischer Menge wählt man hierzu eine eigens definierte physikalische Größe, die Stoffmenge. Die Angabe der Teilchenzahl muss stets mit der Information verbunden sein, um welche Art (oder Arten) von Teilchen es sich handelt.
In der klassischen Physik und Chemie sind die Teilchen, aus denen die Materie aufgebaut ist, die Atome oder die aus bestimmten Atomarten in festgelegter Weise zusammengesetzten Moleküle. Dabei wurden die Atome als unteilbare Körperchen von bestimmter Masse und bestimmtem Volumen angenommen. Sie sollten – im Einklang mit der damals in allen chemischen und physikalischen Umwandlungen beobachteten Erhaltung der Masse – auch absolut stabil sein und insbesondere weder erzeugt noch vernichtet werden können. Zusammen mit dem naturwissenschaftlichen Nachweis, dass es die Atome wirklich gibt, wurde Anfang des 20. Jahrhunderts allerdings auch entdeckt, dass diese Annahmen über ihre Beschaffenheit nicht ganz zutreffen.

### Grenzen des klassischen Materiebegriffs
In der modernen Physik wurden auch die Atome als zusammengesetzte physikalische Systeme erkannt. Sie sind aus noch kleineren Materieteilchen aufgebaut, den Elektronen (die zu den oben erwähnten Leptonen gehören) und Quarks. Diese haben zwar Masse, aber kein nachweisbares Eigenvolumen. Neben diesen Bausteinen der Atome gibt es zahlreiche weitere Arten Elementarteilchen, teils mit, teils ohne eigene Masse. Ausnahmslos alle Elementarteilchen können unter bestimmten Bedingungen erzeugt und vernichtet werden, und das gilt dementsprechend auch für die Atome. Damit zeigen die Bausteine, aus denen die Materie aufgebaut ist, selbst nicht alle grundlegenden Eigenschaften, die in der klassischen Physik mit Materie verbunden waren.
Des Weiteren hat sich in der modernen Physik auch der Gegensatz zwischen massebehafteter Materie und masselosem Feld aufgelöst, und zwar von beiden Seiten her: Zum einen folgt aus der Äquivalenz von Masse und Energie, dass diese Felder, wenn sie in einem Objekt eingeschlossen sind, einen Beitrag zur Masse dieses Objekts liefern. Zum anderen ist in der Quantenfeldtheorie jedes Elementarteilchen nichts anderes als eine im Vakuum existierende diskrete Anregung eines bestimmten Feldes.
Daher gibt es bei manchen quantenphysikalischen Objekten unterschiedliche Ansichten darüber, ob sie zur Materie gezählt werden sollen oder nicht. Definiert man die Grenze z. B. durch das Kriterium einer nichtverschwindenden Masse, dann zählen auch Teilchen wie die W- und Z-Bosonen zur Materie. Sie nehmen aber keinen bestimmten Raum ein und stehen auch deutlich im Widerspruch zu der Vorstellung, dass Materie etwas Dauerhaftes sei. Im Zusammenhang mit der schwachen Wechselwirkung werden diese Teilchen nämlich als deren Austauschteilchen angesehen, die also durch ihre fortwährende virtuelle Erzeugung und Vernichtung in beliebiger Zahl diese Wechselwirkung zustande kommen lassen. Nimmt man andererseits gerade die Stabilität der Materie zum Ausgangspunkt, so wählt man die zur Materie zu zählenden Teilchenarten danach aus, dass für die Teilchenzahl ein Erhaltungssatz gilt. Dann können nur Quarks und Leptonen als die elementaren Materieteilchen gelten, wie ihre Antiteilchen auch, aber beides auch nur in dem Rahmen, dass ihre gegenseitige Vernichtung oder paarweise Erzeugung unbeachtet bleibt. Überdies hätte dann bei allen Körpern, die im Alltag und umgangssprachlich zur Materie gezählt werden, der Großteil ihrer Masse nichts mit Materie zu tun. Denn über 99 % der Masse dieser materiellen Körper wird von Protonen und Neutronen beigesteuert, die ihrerseits ihre Masse nicht durch Massen der darin enthaltenen Quarks erhalten, sondern zu fast 99 % erst durch die Bindungsenergie zwischen den Quarks, die von den masselosen Austauschteilchen der starken Wechselwirkung, den Gluonen, verursacht wird.

### Die Frage der Einheitlichkeit der Materie
Die Vorstellung eines Urstoffs, wie sie aus den Texten der Vorsokratiker herausgelesen worden war, wurde unter dem Eindruck des christlichen Schöpfungsglaubens dahingehend weiterentwickelt, dass diesem Urstoff eine einheitliche Substanz entsprechen sollte. Umstritten blieb im Mittelalter aber die Frage, ob auch die Himmelskörper aus derselben Art Substanz bestehen wie die irdischen Körper. Diese Frage wurde erst ab 1860 mit Hilfe der Spektralanalyse gelöst, mit der die in einem selbstleuchtenden Körper enthaltenen chemischen Elemente identifiziert werden können. Es zeigte sich – nach Klärung mancher Zweifelsfälle wie z. B. beim Helium –, dass die Elemente, aus denen die Sonne und die anderen Sterne bestehen, alle auch auf der Erde vorkommen.
Die Frage nach einer einheitlichen Ursubstanz aller Materie wurde dadurch aber kaum berührt, denn es gehörte seit Dalton zu den Fundamenten der Chemie, dass sich die Elemente nicht ineinander umwandeln ließen und ihre Atome nicht aus kleineren Bausteinen bestünden. Zu jener Zeit waren bereits etwa 30 chemische Elemente bekannt und es wurden ständig weitere entdeckt. Es wurde als ein Mangel der Theorie empfunden, dass man eine solch große Anzahl verschiedener Grundtypen von Materie annehmen sollte. Deshalb unternahm schon 1815 William Prout den ersten Versuch der Vereinheitlichung. Er deutete Daltons Ergebnisse für die Verhältnisse der Atommassen so, dass alle Atome aus Wasserstoffatomen zusammengesetzt seien und man in Wasserstoff folglich den gesuchten Urstoff gefunden habe. Aufgrund dieser Vermutung wurde für Jahrzehnte versucht, die relativen Atommassen der Elemente im Sinne ganzzahliger Verhältnisse zum Wasserstoff zu interpretieren, obwohl die genauer werdenden Messungen dem immer deutlicher widersprachen. Ein Jahrhundert nach Prout zeigten Entdeckungen von Frederick Soddy und Joseph John Thomson, dass die Elemente nicht notwendig aus einer einzigen Atomsorte, sondern aus verschiedenen Isotopen bestehen, und dass die Atommassen der einzelnen Isotope tatsächlich (nahezu) ganzzahlige Vielfache der Wasserstoffmasse sind. Nachdem Ernest Rutherford um 1920 entdeckte, dass größere Atomkerne die Kerne des Wasserstoffatoms als Bausteine enthalten, galt für die nächsten 10 Jahre als erwiesen, dass alle Materie aus nur zwei Bausteinen aufgebaut ist, den Protonen (Wasserstoffkernen) und Elektronen. (Die ebenfalls benötigten Neutronen wurden als Proton-Elektron-Paare in besonders enger Bindung aufgefasst.)
Dann machte Paul Dirac im Jahr 1930 auch den letzten Schritt. Er bemerkte, dass es im Rahmen seiner Theorie zu Teilchen wie den Elektronen auch Antiteilchen geben müsste, und schlug vor, das Proton als Antiteilchen des Elektrons aufzufassen. Damit sei das alte Ziel, ein einheitliches Konzept der Materie zu finden, erreicht. Dies Bild hielt jedoch weder der theoretischen Ausarbeitung noch den neueren experimentellen Befunden stand. Zum einen hätten sich Proton und Elektron – also z. B. ein ganzes Wasserstoffatom – in kürzester Zeit miteinander zerstrahlen müssen, im eklatanten Gegensatz zur Stabilität der Materie. Zum anderen wurden zahlreiche weitere Teilchenarten entdeckt, die auch als Materieteilchen fungieren könnten, wenn sie nicht so kurzlebig wären, dass sie in der normalen Materie praktisch nicht vorkommen. Alle diese Teilchenarten, deren Anzahl schon auf mehrere Hundert anstieg und die leicht ironisch als Teilchenzoo bezeichnet wurden, wurden ab etwa 1970 im Standardmodell in ein Schema gebracht, in dem nach heutiger Kenntnis alle Eigenschaften der Materie – sowohl ihr Aufbau als auch alle ablaufenden physikalischen Prozesse – gedeutet werden können (allerdings mit Ausnahme der Gravitation). Demnach besteht die Materie, soweit man im ursprünglichen Sinn damit den Stoff aller mit den Sinnen fühlbaren Körper meint, aus drei Arten Teilchen: Elektron, up-Quark, down-Quark. Zusammen mit den übrigen Leptonen und Quarks des Standardmodells, die im engeren Sinn wegen Spin {\displaystyle {\tfrac {1}{2}}} auch als „Materieteilchen“ bezeichnet werden, sind es (inklusive der Antiteilchen) aber schon 48 Arten. Wenn man schließlich die „Kraftteilchen“ für das Zustandekommen aller Arten von Prozessen hinzu zählt sowie das Higgs-Boson für das Zustandekommen der Teilchenmassen, sind es 61.
Die Suche nach einer einheitlichen Grundsubstanz wird aktuell fortgesetzt. Ansätze liefern hierbei die String-Theorie oder auch Modelle, denen zufolge die Elementarteilchen aus tatsächlich fundamentalen Teilchen, den „Präonen“, aufgebaut seien. Diese Ansätze sind aber noch nicht experimentell überprüfbar und daher vollkommen hypothetisch.

## Makroskopische Materie
Eine „Sorte“ von Materie, die durch ihre Zusammensetzung und ihre Eigenschaften charakterisiert ist, wird Stoff genannt. Chemische Elemente bestehen nur aus Atomen gleicher Ordnungszahl. Das sind Atome, deren Kerne dieselbe Zahl von Protonen enthalten. Chemische Verbindungen enthalten Atome verschiedener Elemente, die sich in bestimmten Zahlenverhältnissen zusammenschließen, sei es als jeweils einheitlich aufgebaute Moleküle oder als regelmäßig strukturierte Kristalle. Die Eigenschaften einer Verbindung sind völlig verschieden von den Eigenschaften der Elemente, aus denen sie aufgebaut ist. So sind beispielsweise das chemische Element Sauerstoff ein farbloses Gas und Silicium ein Halbmetall, während die Verbindung aus beiden, SiO2 ein transparentes, kristallines Mineral ist, nämlich Quarz. Stoffe, die nur aus einem Element oder einer Verbindung bestehen, heißen Reinstoffe. Besteht ein Stoff aus mehreren Elementen bzw. Verbindungen, so handelt es sich um ein Stoffgemisch. Hierbei werden homogene Stoffgemische (z. B. Lösungen) und heterogene Stoffgemische (z. B. Emulsionen, Dispersionen oder Aerosole) unterschieden. So ist beispielsweise Granit ein Konglomerat – also ein heterogenes Gemisch – der Reinstoffe Quarz, Glimmer und Feldspat.
Die makroskopischen Eigenschaften eines Stoffes werden durch zahlreiche spezielle Materialeigenschaften beschrieben, z. B. Dichte, Elastizität, Farbe, Bruchfestigkeit, Wärmeleitfähigkeit, magnetische Eigenschaften, elektrische Leitfähigkeit und viele andere. Diese Werte hängen auch von Parametern wie Temperatur, Druck etc. ab. Es handelt sich dabei durchweg um intensive Größen, also um Eigenschaften, die nicht von der Größe des betrachteten Systems abhängen.
Ein zusammenhängendes Gebilde von Materie wird als Körper bezeichnet. Neben den eben genannten intensiven Stoffeigenschaften der Materialien, aus denen er besteht, wird sein Verhalten auch maßgeblich von extensiven Größen, beispielsweise seiner Masse, räumlichen Ausdehnung oder äußeren Form bestimmt.
Materie, die als Reinstoff in makroskopischer Menge vorliegt, hat einen der drei Aggregatzustände fest, flüssig und gasförmig, oder ist ein Plasma, d. h. ein Gemisch aus ionisierten Atomen und freien Elektronen. Feste und flüssige Stoffe werden zusammenfassend als kondensierte Materie bezeichnet. Kondensierte Materie ist im Unterschied zu den Gasen nur sehr wenig kompressibel. Flüssigkeiten und Gase heißen zusammenfassend Fluide. Fluide haben im Unterschied zur festen Materie keine dauerhafte räumliche Gestalt, sondern passen sich z. B. den Behälterwänden an.
Im Teilchenmodell hat die Verschiedenheit der Aggregatzustände eine einfache Erklärung. Man braucht dazu lediglich verschiedene Arten der räumlichen Anordnung und Bindung zwischen den Teilchen zu betrachten: Im Gas fliegen die Moleküle (bei Edelgasen: die Atome) einzeln und ungeordnet umher. Die anziehenden oder abstoßenden Kräfte zwischen ihnen spielen nur bei ihren zufälligen Zusammenstößen eine Rolle und sind sonst aufgrund des durchschnittlich großen Abstandes der Teilchen schwach und weitgehend vernachlässigbar. Ein Gas wird zu einem Plasma, wenn die kinetische Energie der Teilchen so weit erhöht wird, dass in ihren Zusammenstößen einzelne Elektronen abgerissen werden. Im Festkörper hingegen haben die Atome oder Moleküle sehr viel geringere Energie, liegen viel näher beieinander und halten eine weitgehend feste Anordnung ein. Die Abstände zu ihren nächsten Nachbarn sind durch das Kräftegleichgewicht einer starken Anziehung und Abstoßung bestimmt und können durch äußeren Druck oder Zug nur noch wenig verändert werden. In einer Flüssigkeit befinden sich die Teilchen bei ähnlichen Abständen wie im Festkörper, weshalb auch die Flüssigkeit nur wenig kompressibel ist. Die Teilchen haben aber eine größere kinetische Energie, im Durchschnitt zwar nicht genug, um einzeln davon zu fliegen und ein Gas zu bilden, jedoch genug um leicht zu einem anderen benachbarten Teilchen zu wechseln. Deshalb besitzt die Flüssigkeitsmenge als ganze keine feste Form.

## Weitere Bezeichnungen für Formen der Materie
Zwischen makroskopischer und mikroskopischer Materie ist in den letzten Jahrzehnten der Forschungsbereich der Cluster und Nanopartikel entstanden, die als mesoskopische Materie bezeichnet werden. Es sind Materiekörner, die aus bis zu einigen zehntausend Atomen oder Molekülen bestehen und daher schon mit den für die makroskopischen Körper typischen Begriffen beschrieben werden. Sie sind weniger als etwa 100 nm groß und bleiben daher einzeln für das Auge unsichtbar. Sowohl einzeln als auch in größeren Mengen zeigen diese Teilchen allein aufgrund ihrer geringen Ausdehnung teilweise ein ganz anderes Verhalten als derselbe Stoff in homogener makroskopischer Menge.
In der Kernphysik und der Elementarteilchenphysik unterscheidet man Materie anhand der vorkommenden Teilchenarten, z. B. Kernmaterie, Seltsame Materie, Quark-Gluon-Plasma, Antimaterie. Antimaterie ist eine Form der Materie, die aus den Antiteilchen derjenigen Elementarteilchen aufgebaut ist, die die „normale“ Materie bilden. Nach den Gesetzen der Elementarteilchenphysik zeigen Antimaterie und normale Materie jeweils exakt das gleiche Verhalten. Allerdings vernichten sie sich gegenseitig, sobald sie zusammentreffen, wobei Vernichtungsstrahlung entsteht.

In der Astronomie und Kosmologie wird die dunkle Materie betrachtet. Die dunkle Materie ist durch ihre Gravitationswirkung belegt, bisher aber bei allen anderen Versuchen der Beobachtung unsichtbar geblieben. Außer ihrer Masse ist über ihre Natur nichts näheres bekannt. Zur Unterscheidung von der dunklen Materie wird die „normale“ Materie zusammenfassend als baryonische Materie bezeichnet.
Teilchenstrahlung besteht aus schnell bewegten Materieteilchen. Diese Form der Materie gehört zu keinem bestimmten Aggregatzustand und befindet sich weit außerhalb des thermischen Gleichgewichts. Teilchenstrahlung kann elektrisch geladen (z. B. Kathodenstrahlung, Ionenstrahlung, Alphastrahlung, Betastrahlung) oder elektrisch neutral sein (z. B. Neutronenstrahlung, Molekülstrahlung).
Unter Bedingungen, die weit vom Alltäglichen entfernt sind, kann Materie sich so ungewohnt verhalten, dass sie eine eigene Bezeichnung erhält. Als warme dichte Materie wird ein Zustand makroskopischer Materie bezeichnet, der ebenso sehr einem extrem verdichteten Plasma wie einem extrem heißen Festkörper entspricht. Von entarteter Materie spricht man, wenn spezielle quantenmechanische Effekte die Eigenschaften einer Materiemenge stark vom „normalen“ Verhalten gemäß der klassischen Physik abweichen lassen. Beispiele findet man bei sehr tiefer Temperatur im Bose-Einstein-Kondensat und in der Suprafluidität, bei normalen Bedingungen auch im Fermi-Gas der metallischen Leitungselektronen.

## Vorkommen

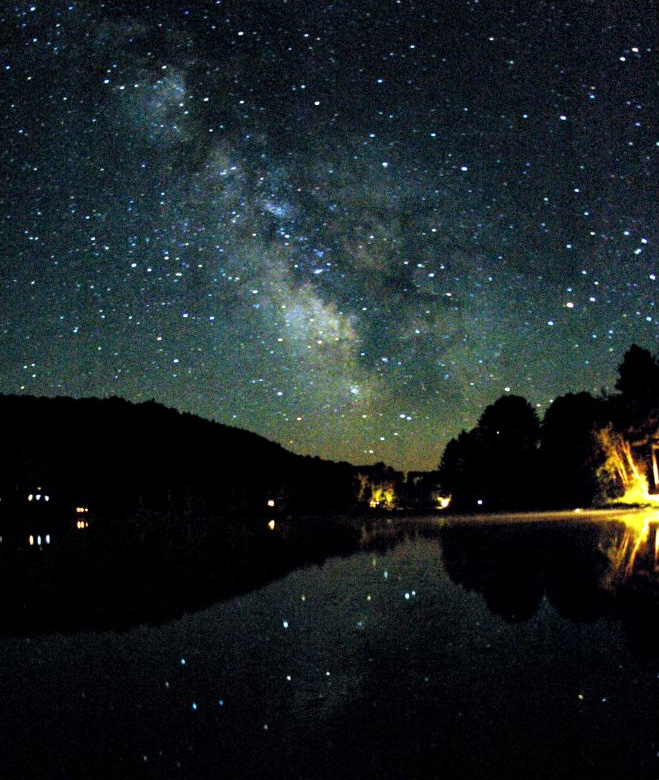
Sterne und die Milchstraße am Nachthimmel. Im Universum gibt es etwa 10^{22} bis 10^{23} Sterne.

Die Gesamtmasse der baryonischen Materie im beobachtbaren Universum, die sich in einem kugelförmigen Volumen mit einem Radius von ca. 46 Milliarden Lichtjahren verteilt, wird auf 1,5·1053 kg geschätzt (inklusive Dunkler Materie wären es ziemlich genau 1054 kg).
Gemäß dem Lambda-CDM-Modell, dem aktuellen Standardmodell der Kosmologie, liegen etwa 17 % der gesamten Masse in Form von baryonischer Materie vor, also Materie, bei der Protonen und Neutronen den größten Teil der Masse ausmachen.
Ein Teil der baryonischen Materie befindet sich in den insgesamt zirka 1022 bis 1023 Sternen, die in Form von Galaxien, Galaxienhaufen und Superhaufen die Struktur des Kosmos bilden. Ein kleiner Teil der Materie befindet sich nach dem Gravitationskollaps des vorher existierenden Sterns in einem der zahlreichen Schwarzen Löcher und macht sich nur noch durch Gravitation bemerkbar.
Den restlichen Teil der baryonischen Materie bezeichnet man als Interstellare Materie oder als Intergalaktische Materie, je nachdem, ob sie sich innerhalb einer Galaxie oder zwischen den Galaxien befindet. Es handelt sich um Gas, Staub und größere Klumpen, wie z. B. Planeten. Das Gas, zum größten Teil Wasserstoff, liegt atomar oder ionisiert vor.
Den Großteil der Masse des Universums stellt die nicht-baryonische Dunkle Materie, die nicht leuchtet und bisher nur aus ihren Gravitationseffekten erschlossen wird. Ihre großräumige Verteilung scheint demnach stark der Verteilung der leuchtenden Materie zu ähneln. Das wird nach dem kosmologischen Standardmodell so verstanden, dass sich zuerst die Dunkle Materie ansammeln konnte und Halos bildete, in deren Gravitationsfeld sich dann die baryonische Materie konzentrierte und Sterne bilden konnte. Über die Natur der Dunklen Materie gibt es bisher keine gesicherten Erkenntnisse. In den hierzu vorgeschlagenen Deutungen spielen unter anderem die noch spekulativen Supersymmetrischen Partner der bekannten Teilchen eine Rolle.

## Entstehung von Materie
Den Urknall stellt man sich im kosmologischen Standardmodell als den heißen, energiereichen Beginn der Raumzeit vor und durch den Energieinhalt auch als den Beginn der Materie. Da die bisherigen physikalischen Theorien von der Existenz der Raumzeit abhängen, lässt sich der Zustand des Universums erst ab Ende der Planck-Ära nach dem Urknall beschreiben. Die Temperatur wird auf ca. 1030 K geschätzt und das Universum dehnt sich seither aus und kühlt sich ab. Schrittweise frieren in aufeinanderfolgenden Symmetriebrechungen die Elementarteilchen aus, reagieren und rekombinieren, bis nach der Baryogenese und der weitgehenden gegenseitigen Vernichtung von Teilchen mit Antiteilchen das heutige Übergewicht von Materie über Antimaterie herrscht. Im Anschluss entstehen die Kerne der schweren Wasserstoffisotope Deuterium und Tritium sowie der Isotope des Heliums und Lithiums. Nach weiterer Abkühlung können sich die so entstandenen Kerne mit Elektronen zu neutralen Atomen verbinden. Die Materie liegt dann in Gas- bzw. Staubform vor, bis sich durch ihre Gravitation die ersten Sterne bilden. Bei genügenden Werten von Druck und Dichte in ihrem Inneren zündet die Kernfusion und führt zur Bildung der Elemente bis etwa zum Eisen. Schwerere Elemente werden durch Neutroneneinfänge und anschließende Betazerfälle erzeugt, teils in AGB-Sternen, teils in Supernovae.